# Coinbase
Die Coinbase (engl., wörtlich: „Münzbasis“), auch Coinbase-Transaktion, ist die erste Transaktion, die in einen Block einer Blockchain geschrieben wird. Während reguläre Transaktionen im Abschnitt „Inputs“ (Eingänge) die Ausgänge der vorherigen Transaktionen früherer Blöcke auflisten, enthält die Coinbase-Transaktion hier lediglich einen Zufallsstring, der für die Kryptowährung Bitcoin eine Länge zwischen 2 und 100 Byte aufweisen muss. Wie jede Transaktion erhält auch die Coinbase-Transaktion eine 64-stellige, hexadezimale Transaktions-ID (32 Byte), die aus dem Hash der Transaktionsdaten gebildet wird. Um zufällige doppelte Transaktions-IDs durch exakt gleiche Coinbase-Werte zu verhindern, die in den Anfangszeiten des Bitcoin-Netzwerkes und seinem ersten Fork Namecoin immer wieder vorgekommen sind, wurde mit BIP0034 (34. Bitcoin Improvement Proposal) ein Bitcoin-Softfork in den Konsensusregeln durchgeführt, demzufolge die Coinbase zur eindeutigen Identifizierung bzw. für eine eindeutige Transaktions-ID nunmehr die Höhe des aktuellen Blocks beinhalten muss. Der Ausgang der Coinbase-Transaktion verweist auf die neu generierte Bitcoinadresse, auf der dem den Block abschließenden Miner die Aufwandsentschädigung in Form von neu generierten Münzen gutgeschrieben wird.
Der Zufallsstring der Coinbase wird mitunter für sog. Coinbase-Messages (Coinbase-Nachrichten) verwendet. So schrieb der Gründer von Bitcoin, bekannt unter dem Pseudonym Satoshi Nakamoto, in den Genesisblock (Block 0) den Titel der Londoner Tageszeitung The Times vom 3. Januar 2009:

The Times 03/Jan/2009 Chancellor on brink of second bailout for banks

„The Times 03. Januar 2009 Britischer Finanzminister am Rande eines zweiten Rettungspaketes für Banken“

Darüber hinaus wird in der Coinbase-Message mitunter der Name des den Block abschließenden Miners bzw. des Miningpools hinterlassen. Auf Block 629999 der Bitcoin-Blockchain, ein Block vor dem dritten Bitcoin-Halving am 11. Mai 2020, hinterließ Chinas größte Bitcoin-Miningfarm Discus Fish (F2Pool), quasi als Hommage an die Coinbase-Message des Genesisblocks, eine ähnliche Coinbase-Message mit Verweis auf den Titel der New York Times vom 9. April 2020:

NYTimes 09/Apr/2020 With $2.3T Injection, Fed’s Plan Far Exceeds 2008 Rescue

„New York Times 09. April 2020 Mit einer $2,3-Billionen-Spritze übertrifft der Plan der Fed ihren Rettungsschirm von 2008 bei weitem“

Sofern während einer Blockzeit keinerlei Transaktionen an das Netzwerk übermittelt werden, ist die Coinbase-Transaktion die einzige in dem Block verzeichnete Transaktion.